# Owicydy
Owicydy (środki jajobójcze, łac. ovum – jajo) – rodzaj pestycydów (konkretnie zoocydów), służących do niszczenia jaj owadów i roztoczy. 
Działają one bezpośrednio na złożone jaja lub na samice, powodując niezdolność składanych jaj do rozwoju.